# Club Polideportivo Ejido
Club Polidesportivo Ejido (mais conhecido como Poli Ejido) foi um clube de futebol espanhol da cidade de El Ejido, na província de Almeria.

## História
Fundado em 1969, o clube, cujas cores eram azul-celeste e branco, disputou a Liga Adelante entre 2001 e 2008 (ficando sempre na parte intermediária da classificação, tendo um 11º lugar como sua melhor classificação), quando foi rebaixado para a Terceira Divisão Espanhola (Segunda División B). Antes, disputava torneios regionais entre 1969 e 1987, quando ascendeu justamente à Tercera División (o quarto escalão do futebol espanhol). Durante o período em que esteve na Liga Adelante, mantinha uma rivalidade com o Almería.
Pela Copa del Rey, foram apenas duas participações, com destaque para a edição de 2008–09, quando chegou até as oitavas-de-final depois de eliminar San Fernando, Conquense, Melilla e Villarreal, sendo eliminado pelo Espanyol pelo critério do gol fora.
Na temporada 2011–12, o Poli Ejido foi excluído da Terceira Divisão espanhola por ter faltado a 2 partidas. A equipe já vivia sérios problemas financeiros e nem sequer possuía jogadores aptos a disputar a competição. Em 9 de janeiro de 2012, o clube liberou todos os jogadores de seus respectivos contratos, e três dias depois seria comprado, passando a se chamar Polideportivo Ejido 2012 Sociedad Deportiva.

## Estádio
A equipe mandava seus jogos no Estádio Municipal Santo Domingo, inaugurado em 2001, e que possui capacidade para 7.870 lugares.

## Desempenho por temporada
| Temporada | Divisão  | Posição | Copa del Rey |
| --------- | -------- | ------- | ------------ |
| 1969–87   | Regional | —       |              |
| 1987/88   | 3ª       | 3º      |              |
| 1988/89   | 3ª       | 7º      |              |
| 1989/90   | 3ª       | 3º      |              |
| 1990/91   | 3ª       | 2nd     |              |
| 1991/92   | 2ªB      | 5º      |              |
| 1992/93   | 2ªB      | 14º     |              |
| 1993/94   | 2ªB      | 17º     |              |
| 1994/95   | 3ª       | 3º      |              |
| 1995/96   | 3ª       | 1º      |              |
| 1996/97   | 2ªB      | 17º     |              |
| 1997/98   | 3ª       | 2º      |              |
| 1998/99   | 3ª       | 2º      |              |

| Temporada | Divisão | Posição | Copa del Rey |
| --------- | ------- | ------- | ------------ |
| 1999/00   | 3ª      | 1º      |              |
| 2000/01   | 2ªB     | 2º      |              |
| 2001/02   | 2ª      | 18º     |              |
| 2002/03   | 2ª      | 13º     |              |
| 2003/04   | 2ª      | 18º     |              |
| 2004/05   | 2ª      | 13º     |              |
| 2005/06   | 2ª      | 15º     |              |
| 2006/07   | 2ª      | 11º     |              |
| 2007/08   | 2ª      | 22º     |              |
| 2008/09   | 2ªB     | 3º      |              |
| 2009/10   | 2ªB     | 4º      |              |
| 2010/11   | 2ªB     | 14º     | 32 avos      |
| 2011/12   | 2ªB     | w       |              |

- 7 temporadas na Segunda Divisão Espanhola
- 9 temporadas na Segunda División B (terceira divisão)
- 9 temporadas na Tercera División (quarta divisão)

## Futebolistas famosos
| - Ildefons Lima - Gabriel Bordi - Pablo Guede - Luciano Leguizamón - Javier Mazzoni | - Mariano Toedtli - Avimiled Rivas - Jurica Vučko - Gerhard Poschner - László Éger | - Antonio de Nigris - Gerardo Torrado - Stephen Sunday - Mirosław Trzeciak - Agostinho | - Calado - Dennis Şerban - Risto Vidaković - Carlos Llorens - José Manuel Ríos | - Kike - Marcelino - Miguel Ángel Tena - Moreno - Pedro Vega | - Sabino - Víctor Salas - Alpaslan Kartal - Alejandro Traversa - Félix Hernández |

## Treinadores
| - Juan Manuel Tartilán (1990–1991) - Lalo (1991–1994) - José Monreal (1992–1993) - Román (1993–1994) - Miguel Novo (1994–1995) - José Burgueña (1996–1997) - Antonio Tapia (1997–2001) - Fernando Castro Santos (2001–2002) - Paco Herrera (2002–2003) - Quique Setién (2003) - José María Salmerón (2003) - Julián Rubio (2003–2004) - José María Salmerón (2004) | - Pepe Mel (2004–2005) - José María Salmerón (2005–2006) - Antonio Tapia (2006–2007) - Luis César Sampedro (2007–2008) - Fernando Castro Santos (2008) - Lucas Cazorla (2008–2009) - Josep María Nogués (2009) - Óscar Cano (2010) - Julio Velázquez (2010–2011) - Imanol Idiákez (2011) - José Lirola (2011) - Raúl Procopio (2011) - Héctor Berenguel (2011–2012) |